# Трупердысор
Трупердысор (каз. Тұрыпбердісор) — озеро в Жамбылском районе Северо-Казахстанской области Казахстана. Находится в 12 км к востоку от села Май-Балык. Юго-западнее села Амангельды 4,5 километра.
По данным топографической съёмки 1940-х годов, площадь поверхности озера составляет 5,26 км². Наибольшая длина озера — 3,5 км, наибольшая ширина — 2,3 км. Длина береговой линии составляет 10,1 км, развитие береговой линии — 1,39. Озеро расположено на высоте 152 м над уровнем моря.
Озеро входит в перечень рыбохозяйственных водоёмов местного значения.